# Comus (groupe)
Pour les articles homonymes, voir Comus.
Comus est un groupe britannique de folk psychédélique, originaire de Londres, en Angleterre. Il connait une brève carrière au début des années 1970, et reprend son activité depuis 2008. Si le groupe n’a jamais obtenu la reconnaissance du grand public, il a en revanche le statut de groupe culte notamment grâce à l'album First Utterance.

## Historique
Comus est formé à la fin des années 1960 par Roger Wootton et Glenn Goring et tire son nom d’un masque de John Milton qui sera une source d’inspiration pour le premier album du groupe, First Utterance. 
Les premières années du groupe sont passées à faire des tournées en Angleterre, afin d’amener la musique au public. En juin 1970, le manager du groupe Chris Youle parvient à obtenir un contrat d’enregistrement pour le groupe à la suite d’un concert en première partie de David Bowie. Le premier album sera donc First Utterance, celui-ci ne connaît pas de succès commercial, cela porte un coup à l’énergie du groupe. Après des changements de personnel le groupe se sépare en 1972 à la suite du départ de Chris Youle qui essaye pourtant sans succès d’obtenir un deuxième contrat d’enregistrement. En 1974, trois membres de la formation originale reforment le groupe et enregistrent To Keep from Crying, un nouvel échec commercial qui entraîne une nouvelle fois la séparation du groupe. 
Trente-quatre ans plus tard, en 2008, la formation originale se reforme après avoir acquis une réputation de groupe « injustement oublié » notamment sur internet mais aussi grâce au leader d’Opeth Mikael Akerfeldt qui a rendu plusieurs fois hommage à Comus part des références musicales et textuelles. Le groupe sort un nouvel album en 2012 intelligemment intitulé Out of the Coma et se produit régulièrement en public,.  

## Membres

### Membres actuels
- Roger Wootton – guitare acoustique, chant
- Andy Hellaby – basse, chœurs
- Bobbie Watson – chant, chœurs, percussions
- Glenn Goring – guitare, chœurs
- Colin Pearson – violon, violoncelle
- Jon Seagroatt – flûte, hautbois

### Anciens membres
- Rob Young – flûte, hautbois
- Lindsay Cooper – basson, hautbois
- Philip Barry – percussions
- Gordon Caxon – batterie
- Didier Malherbe – saxophone
- Keith Hale – claviers
- Tim Kraemer – violoncelle

## Discographie
- 1971 : First Utterance
- 1974 : To Keep from Crying
- 2012 : Out of the Coma
- 2013 : Live in Japan 2012 (album live)